# ピティオン駅
ピティオン駅（ギリシャ語：Σιδηροδρομικός Σταθμός Πυθίου）はギリシャ東マケドニア・トラキア地方エヴロス県ピティオンにある、ギリシャ国鉄（OSE）の駅。

## 概要
アレクサンドルーポリ-スヴィレングラード線と、当駅から分岐するトルコ方面のイスタンブール-ピティオン線の2路線が乗り入れている。2020年現在はアレクサンドルーポリ-オルメニオ間のレギオナルトレインが1日1往復するのみである。2005年7月から2011年2月まではテッサロニキからトルコ・イスタンブールを結ぶフレンドシップエクスプレスが運行されていた。

## 歴史
イスタンブールからウィーンまで至る路線上の駅としてオリエンタル鉄道（CO）によって建設され、オスマン帝国統治時代の1873年にクレリブガズ駅（トルコ語：Kuleliburgaz Tren İstasyonu）として開業。1874年にはクレリブガズ（後のピティオン）からデデアサチ（後のアレクサンドルーポリ）までの112kmの支線が開通した。
第一次世界大戦中、オスマン帝国・ブルガリア・オーストリア＝ハンガリー帝国は中央同盟国であることから軍隊と装備品の輸送のための重要な地点となった。そのため1916年12月14日に連合軍により駅近くのエヴロス川にかかる鉄道橋を爆撃し、トルコ方面の鉄道アクセスが途絶えた。1923年のローザンヌ条約に基づき、ギリシャとトルコの間の新しい国境がピティオンのすぐ東のエヴロス川に制定されたため、イスタンブールからブルガリアに向かう鉄道はピティオンで一度ギリシャ入国する必要が生じた。この状態は1971年のトルコ-ブルガリア間を直接結ぶペフリヴァンキョイ-スヴィレングラード線が開通するまで続いた。
1944年のドイツ軍撤退中に、鉄道ネットワークはドイツ軍とギリシャのレジスタンスの攻防により深刻な被害を受け、1948年頃に通常の鉄道サービスが再開された。1970年に駅施設および線路はギリシャ国鉄（OSE）の保有となる。1990年代初頭にOSEによる農産物や肥料の輸送が終了すると、貨物輸送量は激減した。また、トルコ-ブルガリア間を直接結ぶペフリヴァンキョイ-スヴィレングラード線の開通後はそちらがオリエント急行等が通る幹線となり、当駅自体の需要が低下した。1990年代にOSEはアレクサンドルーポリ-スヴィレングラード線にインターシティサービスを導入した。
2001年、OSEの駅・橋・その他ネットワークの保守を担当することになる関連会社GAIAOSEが設立し、当駅の運営が移管された。2005年12月には旅客と貨物事業の分離が行われ、ギリシャ国鉄グループの関連会社のTrainOSE（後のヘレニック鉄道）が発足し当駅を管理するようになった。2009年のギリシャ債務危機により、 OSEの経営陣はネットワーク全体のサービスの削減を余儀なくされた。その結果2011年2月11日、全ての国境を越える路線が閉鎖され、イスタンブール、ソフィアなどへ向かう国際路線の運行・停車が終了した。また、オルメニオ・ディカイア発着の鉄道旅客サービスはバスに置き換えられた。2019年には土砂崩れのため一時運行が停止した。
2022年9月に、国境を越えた列車の定期輸送が再開された。

## 隣の駅
(2020年現在)
ヘレニック鉄道
レギオナルトレイン
ペトラデス駅 - ピティオン駅 - ピティオン停車場